# Чемпионат мира по шоссейно-кольцевым гонкам на мотоциклах с колясками
Чемпионат мира по шоссейно-кольцевым гонкам на мотоциклах с колясками (англ. FIM Sidecar World Championship) — гоночная серия, ежегодно проводимая Международной мотоциклетной федерацией (FIM) с 1949 года. До 1996 года включительно являлась одним из зачётов Чемпионата мира по шоссейно-кольцевым мотогонкам, но в 1997 году выделилась в отдельную серию. В 1997—2000 и 2004 годах серия носила статус Кубка мира, а в 2001—2003 и с 2005 года — Чемпионата мира.

## История чемпионата
В 1949 году Международная мотоциклетная федерация (FIM) впервые организовала Чемпионат мира по шоссейно-кольцевым мотогонкам. На тот момент в состав Чемпионата входило 5 классов мотоциклов:
- с объёмом двигателя 500 см³ (его преемником впоследствии стал класс MotoGP)
- с объёмом двигателя 350 см³ (существовал до 1982 года)
- с объёмом двигателя 250 см³ (его преемником впоследствии стал класс Moto2)
- с объёмом двигателя 125 см³ (его преемником впоследствии стал класс Moto3)
- мотоциклы с коляской, с объёмом двигателя 600 см³ (выведен из состава Чемпионата в 1997 году)

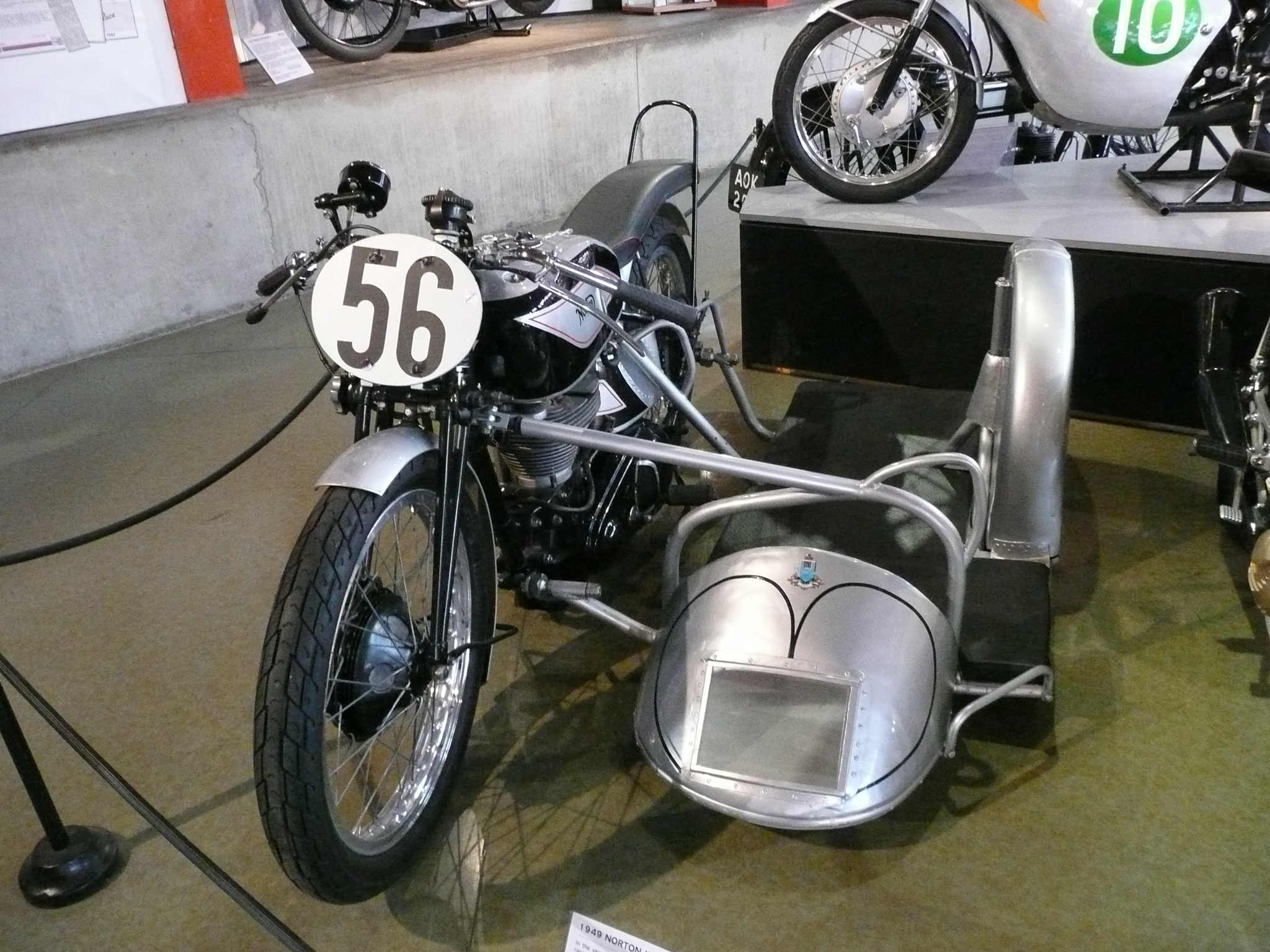
Мотоцикл Norton-Watsonian, стартовавший в чемпионате 1949 года

Изначально, с 1949 по 1952 год, в классе соревновались обычные гоночные мотоциклы с установленной серийной коляской; такая ситуация сформировалась ещё до войны. За неуклюжесть и непрочность мотоциклы того времени прозвали «строительными лесами на колёсах» (англ. scaffolding on wheels). Доработки были незначительны: занижался центр тяжести коляски, для последних разрабатывались специальные обтекаемые кожухи. Пионером инновационных разработок в отрасли стал 4-кратный чемпион мира Эрик Оливер, который в сотрудничестве с британским производителем колясок [[Watsonian Squire}|Watsonian Squire]] разработал ряд технических усовершенствований как для мотоциклов, так и для гоночных комбинезонов.

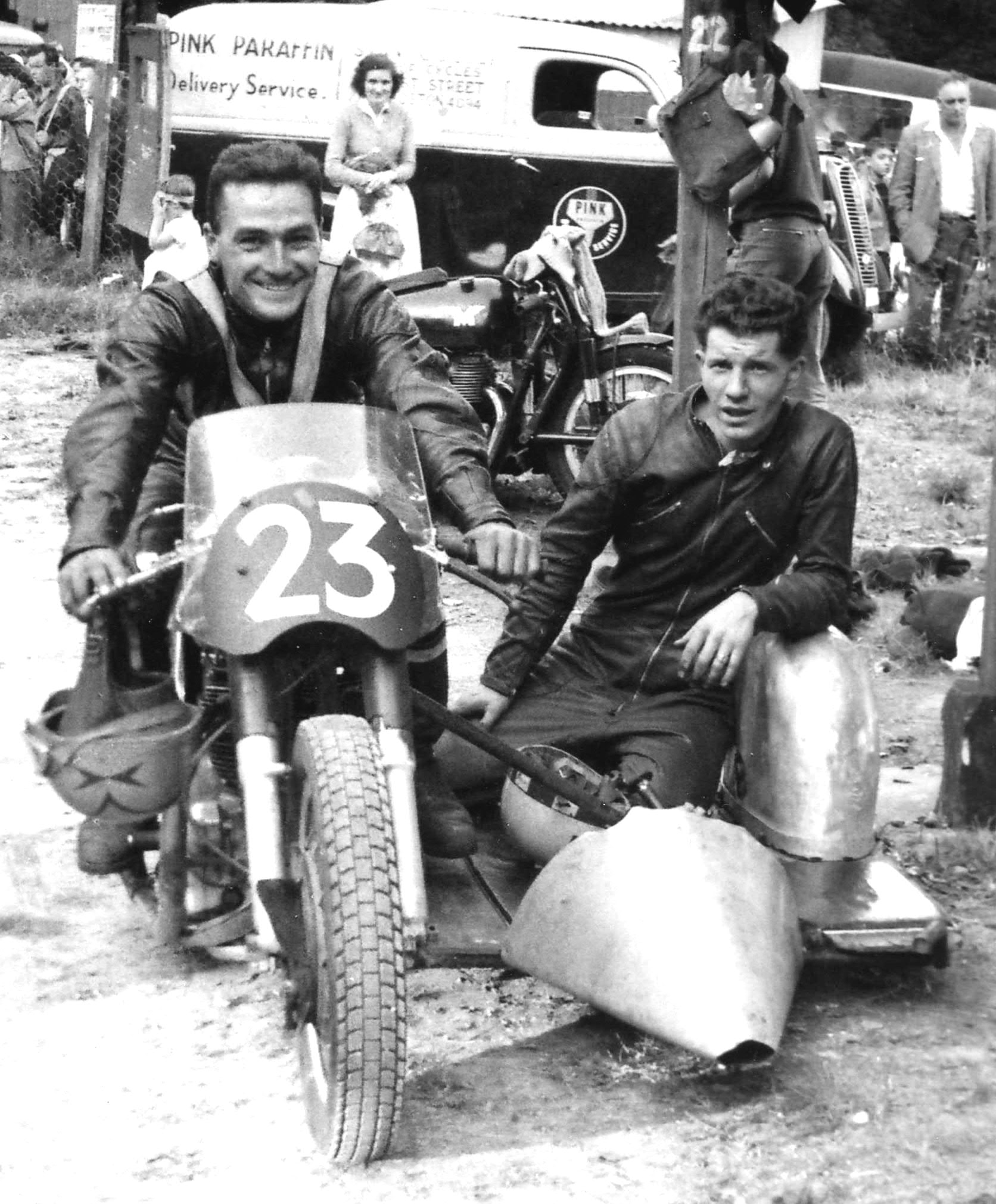
Пилот Крис Винсент и мотоцикл Norton-BSA, который он использовал в сезонах 1958 и 1959 годов; один из ранних примеров кастомной коляски с заниженной посадкой пассажира, позволявшей снизить диаметр колеса до 16 дюймов и добиться лучшей аэродинамики

В 1951 году допустимый объём двигателя был снижен до 500 см³, а с 1953 года на трассах начали появляться коляски, специально разработанные для шоссейно-кольцевых мотогонок. Они были занижены практически до уровня покрытия, и пассажир в них не сидел, а полулежал. Такая конфигурация позволяла использовать обтекатель, полностью закрывающий коляску. Изначально подобный дизайн не встретил одобрения, и фактически использовался только на этапах в Бельгии и Италии. На последнем пилот Жак Дрион с пассажиркой Инге Столл занял 4-е место. Также в 1953 году на мотоциклах появились системы торможения с помощью колеса коляски.

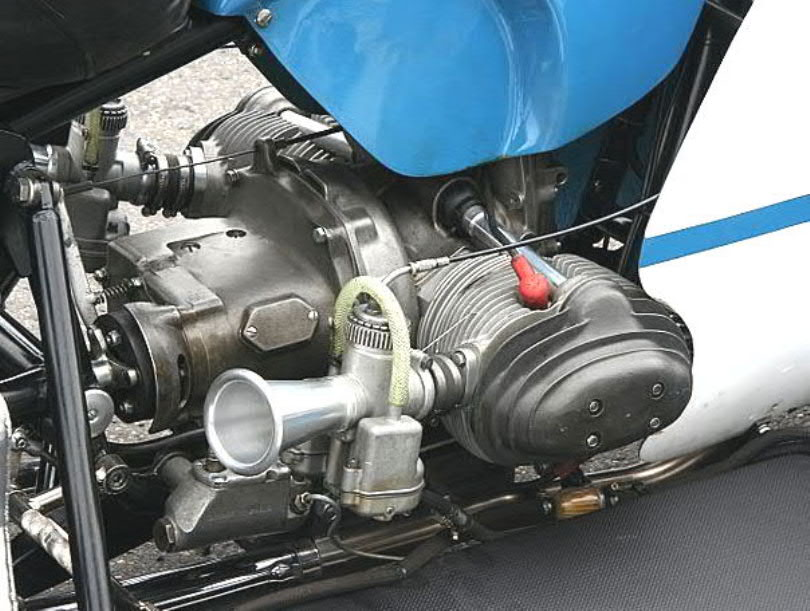
500-кубовый двигатель BMW RS54 Rennsport установлен на современной реплике мотоцикла, использовавшегося чемпионом мира Максом Дойбелем в 1960-х

Тем не менее до середины 1970-х годов коляски оставались модификациями дорожных версий и прикреплялись к мотоциклу, способному двигаться и самостоятельно. В сезоне 1977 года Джордж О'Делл стал чемпионом мира на мотоцикле Seymaz, изготовленном по специальному заказу другим известным пилотом и чемпионом мира, Рольфом Биландом. Seymaz отличался от прочих конструкций тем, что являлся фактически единым трициклом, а не мотоциклом с отделяемой коляской. Это положило начало новой тенденции в разработке мотоциклов для чемпионата. Следующий чемпионат 1978 году выиграл уже Биланд на аналогичном трицикле BEO с двигателем Yamaha. 
Трициклы явно выигрывали у классических мотоциклов с коляской, при этом вписываясь в рамки правил. В качестве реакции в 1979 году FIM разделила чемпионат на две независимых серии:
- B2A — традиционные мотоциклы с колясками
- B2B — прототипы-трициклы[7].

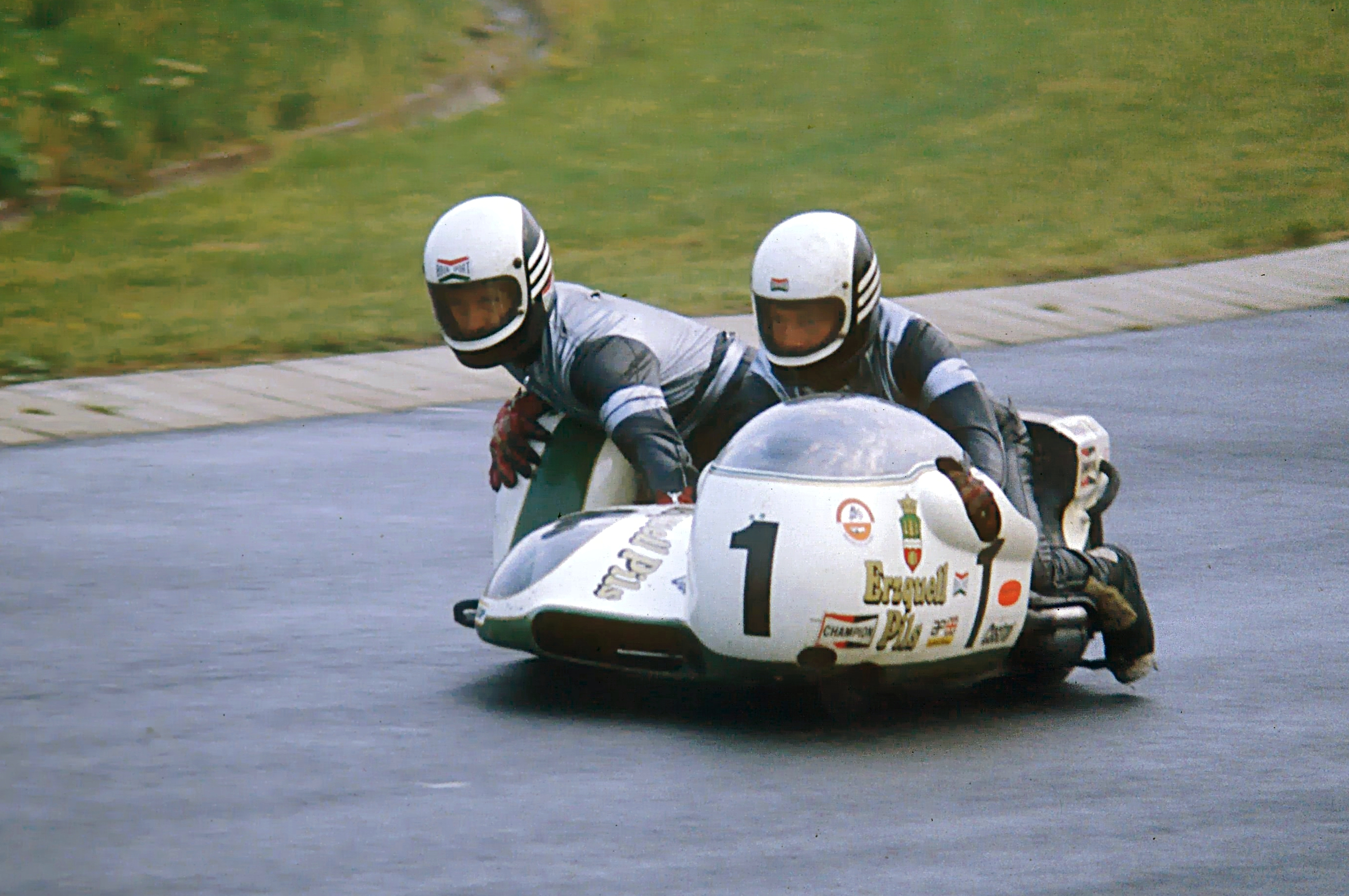
Экипаж Рольфа Штайнхаузена и Сеппа Губера на Гран-При Германии 1976 года

В результате чемпионат B2B выиграл Бруно Хольцер на шасси LCR, которое фактически полностью ушло от классической мотоциклетной формы. Водитель на таком шасси сидел на подобном автомобильному гоночном сидении, у него был автомобильный руль и педали газа и тормоза; пассажир выполнял роль балласта, просто удерживаясь на специальной платформе. Этот революционный дизайн не понравился FIM, и в 1980 году федерация полностью запретила прототипы, превращающие пассажиров из активных участников гонки в противовесы. Победа Джока Тэйлора на Windle с двигателем Yamaha в том году стала последней в истории победой в Чемпионате на мотоцикле классической компоновки.
Решение FIM не понравилось большинству участников чемпионата — между федерацией и командами возник конфликт, и в 1981 году в результате переговоров был достигнут компромисс. Прототипам разрешили принимать участие в гонках с рядом условий:
- прототип должен приводиться в движение одни ведущим задним колесом
- прототип должен управляться одним передним колесом
- прототип должен управляться мотоциклетным, а не автомобильным рулём
- выступление в гонке должно требовать активного участия пассажира.

Подобные правила позволили швейцарскому производителю прототипов LCR занять доминирующие позиции в чемпионате на много последующих лет. Из 40 последующих чемпионатов (с 1981 по 2021 год) пилоты, выступавшие на LCR, выиграли 35 (ещё трижды выигрывали шасси Windle, по одному разу — Seymaz и Adolf RS).
Впоследствии в правилах делались различные послабления. В частности, в конце 1990-х коляскам было разрешено использовать подвеску автомобильного типа. Также в гонках (вне зачёта) было разрешено принимать участие мотоциклам с колясками, не вписывающимися в рамки действующих правил. Самым характерным эпизодом, в котором это правило сыграло роль, было участие Маркуса Бёзигера и Юрга Эгли в Чемпионате мира 1998 года на нетиповом мотоцикле с вертикальной посадкой пилота. Если бы их результаты попадали в очковый зачёт, они бы заняли в чемпионате 3-е место.

## Современные гонки

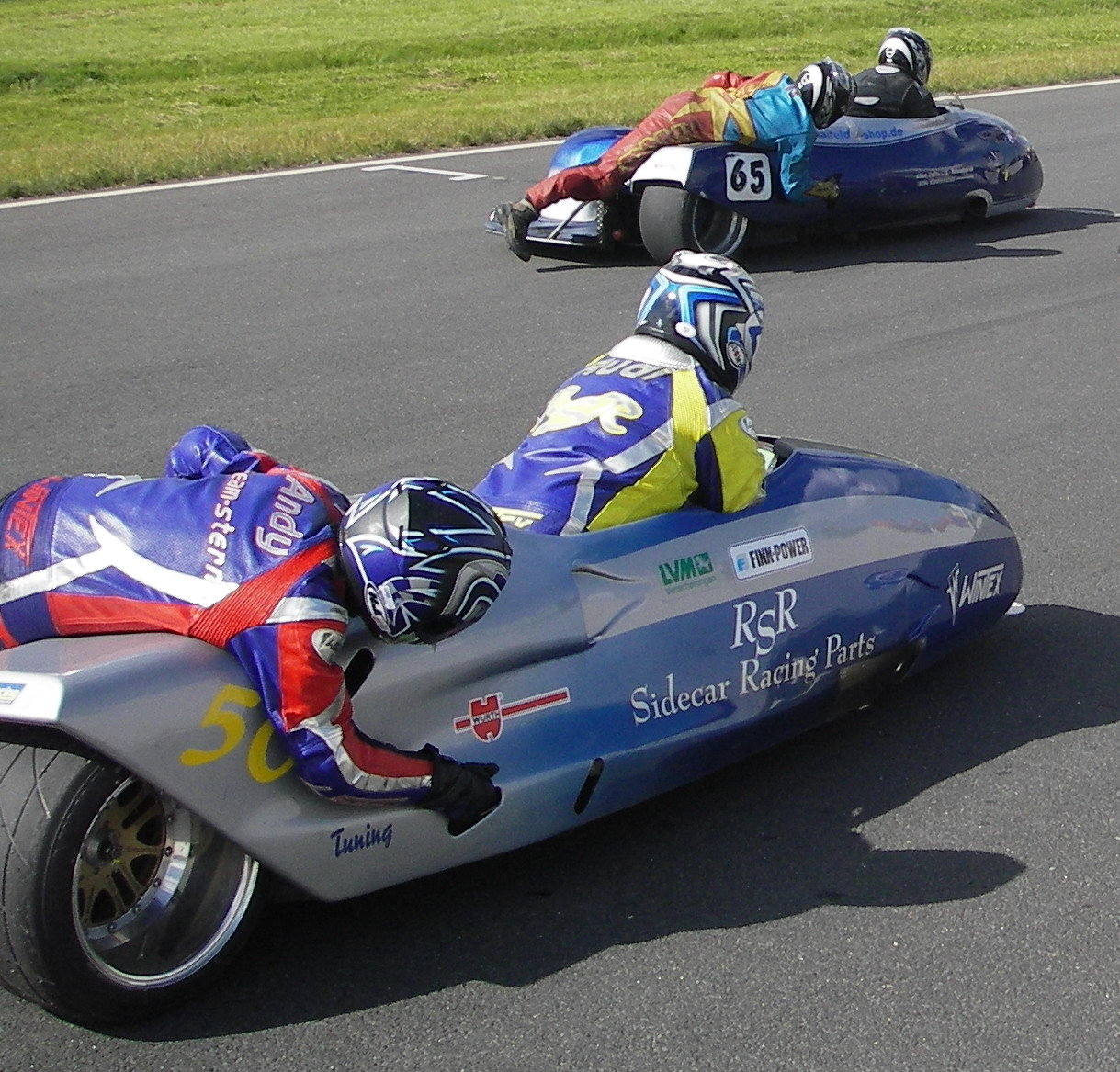
Современные шасси на стартовой решётке

В 1996 году FIM приняла решение выделить гонки на мотоциклах с колясками в отдельный чемпионат, не имеющий прямой связи с Чемпионатом мира по шоссейно-кольцевым мотогонкам. В первую очередь это было связано с тем, что с 1981 года мотоциклы с коляской, используемые в чемпионате, технически значительно ближе к автомобилям с открытыми колёсами, чем к мотоциклам; с последними их роднит только использование мотоциклетного двигателя. Заодно был изменен и технический регламент — к соревнованиям допускались мотоциклы с 2-тактным двигателем объёмом 500 см³ или четырёхтактным с объёмом 1000 см³. 

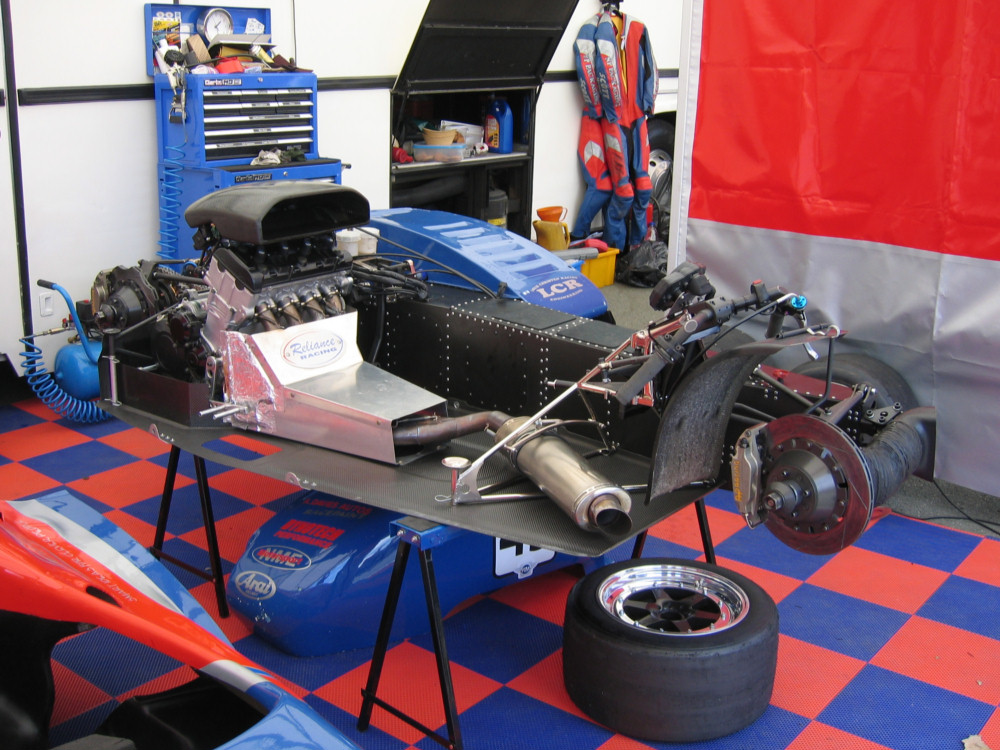
Шасси LCR в паддоке

С 2001 года двухтактные двигатели были отменены; все мотоциклы должны были оборудоваться четырёхтактными силовыми агрегатами объёмом 1000 см³. Этот период получил название Superside; мотоциклы, выступавшие в чемпионате с 2001 по 2016 год, известны как «Формула-1» по аналогу с известным автомобильным чемпионатом. В 2017 году максимально допустимый объём двигателя  был уменьшен с 1000 см³ до 600 см³ (эти мотоциклы известны как F2). В локальных чемпионатах по-прежнему соревнуются и мотоциклы класса F1, и мотоциклы класса F2, причём иногда в рамках одного заезда. С 2014 по 2016 год параллельно разыгрывался отдельный Кубок мира среди мотоциклов конфигурации F2, в то время как основной чемпионат проводился для спецификации F1.

## Конфигурация мотоцикла
В период с 1981 мотоциклы не претерпели существенных изменений в плане конфигурации рамы. 
Водитель обычно стоит на коленях перед двигателем, держа руки на руле, в то время как пассажир перемещается по платформе сзади, перенося свой вес из одной стороны в другую (при прохождении поворотов) или вперёд и назад (при необходимости увеличить сцепление переднего или заднего колеса с трассой). В правилах FIM водитель обозначен термином rider («наездник»), а пассажир — термином passenger («пассажир»), но при этом водителя часто называют pilot («пилот»), а пассажира co-driver («второй пилот») или monkey («обезьяна»). Последнее слово изначально было не более чем прозвищем, но со временем плотно вошло в обиход гонщиков.

## Общие правила чемпионата

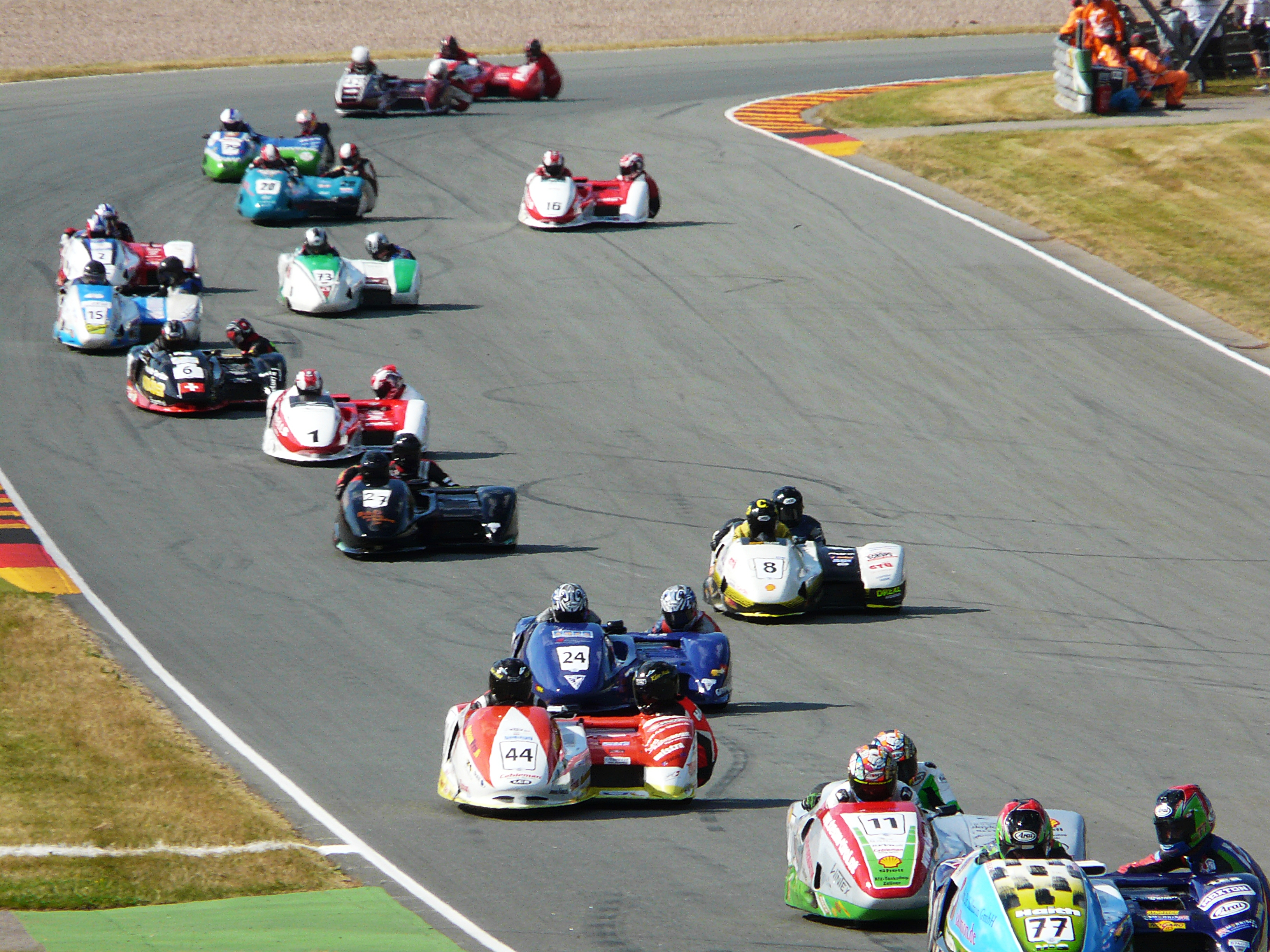
Вскоре после старта: Гран-При Германии 2010 года на Заксенринге

В разное время существовали разные типы заездов. В частности, до 2021 года использовался формат, в рамках которого проводились короткие спринтерские гонки (дистанция от 35 до 45 км) и длинные «золотые» гонки, Gold Race (дистанция от 70 до 85 км), причём за обе гонки присуждалось одинаковое количество очков. Также одно время проводились так называемые матчевые гонки, в которых победители и команды, занявшие лучшие места в полуфинальных заездах, попадали затем в финальный заезд. В соответствии с регламентом 2021 года каждый этап состоит из:
- свободных заездов
- первой квалификационной сессии
- второй квалификационной сессии
- первой гонки длиной не менее 70 и не более 85 км
- ворм-апа
- второй гонки длиной не менее 70 и не более 85 км

Очки начисляются за каждую гонку по отдельности.

## Участие России
В 2005 году заключительный этап Чемпионата мира, запланированный на 10—11 сентября, должна была принимать трасса в Санкт-Петербурге. Организаторы гонки не успели подготовить трек вовремя, и этап был компенсирован проведением дополнительной гонки в Хорватии и двух гонок на Заксенринге в Германии. Больше попыток провести этап Чемпионата мира в России не проводилось.

## Начисление очков и присуждение титула
Пилот и пассажир имеют неравные статусы в чемпионате мира. В правилах указано, что пилот должен оставаться постоянным на протяжении сезона, в то время как пассажир может меняться ограниченное количество раз. Фактически очки за финишную позицию присуждаются именно пилоту, и чемпионом по итогам сезона становится пилот, набравший больше всего очков. Чемпион-пассажир выбирается по иному принципу. Им становится:
- пассажир, весь сезон выступавший с пилотом, набравшим больше всего очков;
- если пилот-чемпион сменил пассажира в середине сезона, то чемпионом становится пассажир, с которым данный пилот набрал большую часть своих очков.

Таким образом, технически пассажир, выступавший с вице-чемпионом на протяжении всего сезона, может набрать больше очков, чем пассажир, выступавший с чемпионом на протяжении половины сезона. Но чемпионом-пассажиром будет объявлен тот, кто выступал с пилотом-чемпионом. В некоторых изданиях правил (например, за 2011 год) пассажир в принципе не упоминается в качестве участника гонок, который может набрать очки.
В разные годы в Чемпионате мира использовались разные системы начисления очков. 

### 1949
Очки начисляются первым пяти пилотам, также 1 очко присуждается пилоту, показавшему быстрейший круг гонки.
| Позиция | 1  | 2 | 3 | 4 | 5 | Быстрый круг |
| Очки    | 10 | 8 | 5 | 7 | 6 | 1            |

### 1950 — 1968
Очки начисляются первым шести пилотам.
В сезоне 1950 года в зачёт шли все показанные результаты. С 1951 по 1968 год худшие результаты сезона не учитывались (в 1951—1953 и 1957—1959 годах — 1 худший, в 1954—1956, 1960—1964, 1966 и 1968 годах — 2 худших, в 1965 и 1967 году — 3 худших).
| Позиция | 1 | 2 | 3 | 4 | 5 | 6 |
| Очки    | 8 | 6 | 4 | 3 | 2 | 1 |

### 1969 — 1987
Очки начисляются первым десяти пилотам. С 1969 по 1976 год 3 худших результата сезона не учитывались. С 1977 года в зачёт идут все результаты.
| Позиция | 1  | 2  | 3  | 4 | 5 | 6 | 7 | 8 | 9 | 10 |
| Очки    | 15 | 12 | 10 | 8 | 6 | 5 | 4 | 3 | 2 | 1  |

### 1988 — 1991
Очки начисляются первым пятнадцати пилотам. В зачёт идут все результаты.
| Позиция | 1  | 2  | 3  | 4  | 5  | 6  | 7 | 8 | 9 | 10 | 11 | 12 | 13 | 14 | 15 |
| Очки    | 20 | 17 | 15 | 13 | 11 | 10 | 9 | 8 | 7 | 6  | 5  | 4  | 3  | 2  | 1  |

### 1992
Очки начисляются первым десяти пилотам. В зачёт идут все результаты.
| Позиция | 1  | 2  | 3  | 4  | 5 | 6 | 7 | 8 | 9 | 10 |
| Очки    | 20 | 15 | 12 | 10 | 8 | 6 | 4 | 3 | 2 | 1  |

### С 1993 года
Очки начисляются первым пятнадцати пилотам. В зачёт идут все результаты.
В 2021 и 2022 годах очки, набранные на двух последних заездах последнего этапа чемпионата в Эшториле (Португалия), удваивались.
| Позиция | 1  | 2  | 3  | 4  | 5  | 6  | 7 | 8 | 9 | 10 | 11 | 12 | 13 | 14 | 15 |
| Очки    | 25 | 20 | 16 | 13 | 11 | 10 | 9 | 8 | 7 | 6  | 5  | 4  | 3  | 2  | 1  |

## Победители и призёры Чемпионата мира по шоссейно-кольцевым гонкам на мотоциклах с колясками (пилоты)
| Год        | Кол-во заездов                        | Чемпион                               | Вице-чемпион                          | Бронзовый призёр                      |
| ---------- | ------------------------------------- | ------------------------------------- | ------------------------------------- | ------------------------------------- |
| 1949       | 3                                     | Эрик Оливер (GBR)                     | Эрколе Фриджерио (ITA)                | Франс Вандершрик (BEL)                |
| 1950       | 3                                     | Эрик Оливер (GBR)                     | Эрколе Фриджерио (ITA)                | Ханс Халдеманн (SUI)                  |
| 1951       | 5                                     | Эрик Оливер (GBR)                     | Эрколе Фриджерио (ITA)                | Альбино Милани (ITA)                  |
| 1952       | 5                                     | Сайрил Смит (GBR)                     | Альбино Милани (ITA)                  | Эрнесто Мерло (ITA)                   |
| 1953       | 5                                     | Эрик Оливер (GBR)                     | Сайрил Смит (GBR)                     | Ханс Халдеманн (SUI)                  |
| 1954       | 6                                     | Вильгельм Нолль (GER)                 | Эрик Оливер (GBR)                     | Сайрил Смит (GBR)                     |
| 1955       | 6                                     | Вилли Фауст (GER)                     | Вильгельм Нолль (GER)                 | Вальтер Шнайдер (GER)                 |
| 1956       | 6                                     | Вильгельм Нолль (GER)                 | Фриц Хиллебранд (GER)                 | Пип Харрис (GBR)                      |
| 1957       | 5                                     | Фриц Хиллебранд (GER)                 | Вальтер Шнайдер (GER)                 | Флориан Каматиас (SUI)                |
| 1958       | 4                                     | Вальтер Шнайдер (GER)                 | Флориан Каматиас (SUI)                | Гельмут Фат (GER)                     |
| 1959       | 5                                     | Вальтер Шнайдер (GER)                 | Флориан Каматиас (SUI)                | Фриц Шайдеггер (SUI)                  |
| 1960       | 5                                     | Гельмут Фат (GER)                     | Фриц Шайдеггер (SUI)                  | Пип Харрис (GBR)                      |
| 1961       | 6                                     | Макс Дойбель (GER)                    | Фриц Шайдеггер (SUI)                  | Эдгар Струб (SUI)                     |
| 1962       | 6                                     | Макс Дойбель (GER)                    | Флориан Каматиас (SUI)                | Фриц Шайдеггер (SUI)                  |
| 1963       | 5                                     | Макс Дойбель (GER)                    | Флориан Каматиас (SUI)                | Фриц Шайдеггер (SUI)                  |
| 1964       | 6                                     | Макс Дойбель (GER)                    | Фриц Шайдеггер (SUI)                  | Колин Сили (GBR)                      |
| 1965       | 6                                     | Фриц Шайдеггер (SUI)                  | Макс Дойбель (GER)                    | Георг Ауэрбахер (GER)                 |
| 1966       | 5                                     | Фриц Шайдеггер (SUI)                  | Макс Дойбель (GER)                    | Колин Сили (GBR)                      |
| 1967       | 8                                     | Клаус Эндерс (GER)                    | Георг Ауэрбахер (GER)                 | Зигфрид Шауцу (GER)                   |
| 1968       | 5                                     | Гельмут Фат (GER)                     | Георг Ауэрбахер (GER)                 | Зигфрид Шауцу (GER)                   |
| 1969       | 7                                     | Клаус Эндерс (GER)                    | Гельмут Фат (GER)                     | Георг Ауэрбахер (GER)                 |
| 1970       | 8                                     | Клаус Эндерс (GER)                    | Георг Ауэрбахер (GER)                 | Зигфрид Шауцу (GER)                   |
| 1971       | 8                                     | Хорст Овесле (GER)                    | Зигфрид Шауцу (GER)                   | Арсениус Бутчер (GER)                 |
| 1972       | 8                                     | Клаус Эндерс (GER)                    | Хайнц Лютрингсхаузер (GER)            | Зигфрид Шауцу (GER)                   |
| 1973       | 8                                     | Клаус Эндерс (GER)                    | Вернер Шварцель (GER)                 | Зигфрид Шауцу (GER)                   |
| 1974       | 8                                     | Клаус Эндерс (GER)                    | Вернер Шварцель (GER)                 | Зигфрид Шауцу (GER)                   |
| 1975       | 7                                     | Рольф Штайнхаузен (GER)               | Вернер Шварцель (GER)                 | Рольф Биланд (SUI)                    |
| 1976       | 7                                     | Рольф Штайнхаузен (GER)               | Вернер Шварцель (GER)                 | Херманн Шмид (SUI)                    |
| 1977       | 7                                     | Джордж О'Делл (GBR)                   | Рольф Биланд (SUI)                    | Вернер Шварцель (GER)                 |
| 1978       | 8                                     | Рольф Биланд (SUI)                    | Ален Мишель (FRA)                     | Бруно Хольцер (SUI)                   |
| 1979 (B2A) | 7                                     | Рольф Биланд (SUI)                    | Рольф Штайнхаузен (GER)               | Дик Гризли (GBR)                      |
| 1979 (B2B) | 6                                     | Бруно Хольцер (SUI)                   | Рольф Биланд (SUI)                    | Масато Кумано (JPN)                   |
| 1980       | 8                                     | Джок Тэйлор (GBR)                     | Рольф Биланд (SUI)                    | Ален Мишель (FRA)                     |
| 1981       | 10                                    | Рольф Биланд (SUI)                    | Ален Мишель (FRA)                     | Джок Тэйлор (GBR)                     |
| 1982       | 9                                     | Вернер Шварцель (GER)                 | Рольф Биланд (SUI)                    | Ален Мишель (FRA)                     |
| 1983       | 8                                     | Рольф Биланд (SUI)                    | Эгберт Штройер (NED)                  | Вернер Шварцель (GER)                 |
| 1984       | 7                                     | Эгберт Штройер (NED)                  | Вернер Шварцель (GER)                 | Ален Мишель (FRA)                     |
| 1985       | 6                                     | Эгберт Штройер (NED)                  | Вернер Шварцель (GER)                 | Рольф Биланд (SUI)                    |
| 1986       | 8                                     | Эгберт Штройер (NED)                  | Ален Мишель (FRA)                     | Стив Уэбстер (GBR)                    |
| 1987       | 8                                     | Стив Уэбстер (GBR)                    | Эгберт Штройер (NED)                  | Рольф Биланд (SUI)                    |
| 1988       | 9                                     | Стив Уэбстер (GBR)                    | Рольф Биланд (SUI)                    | Эгберт Штройер (NED)                  |
| 1989       | 9                                     | Стив Уэбстер (GBR)                    | Эгберт Штройер (NED)                  | Ален Мишель (FRA)                     |
| 1990       | 13                                    | Ален Мишель (FRA)                     | Эгберт Штройер (NED)                  | Стив Уэбстер (GBR)                    |
| 1991       | 12                                    | Стив Уэбстер (GBR)                    | Рольф Биланд (SUI)                    | Эгберт Штройер (NED)                  |
| 1992       | 7                                     | Рольф Биланд (SUI)                    | Стив Уэбстер (GBR)                    | Клаус Клаффенбёк (AUT)                |
| 1993       | 8                                     | Рольф Биланд (SUI)                    | Стив Уэбстер (GBR)                    | Клаус Клаффенбёк (AUT)                |
| 1994       | 8                                     | Рольф Биланд (SUI)                    | Стив Уэбстер (GBR)                    | Дерек Бриндли (GBR)                   |
| 1995       | 7                                     | Даррен Диксон (GBR)                   | Рольф Биланд (SUI)                    | Маркус Бёсигер (SUI)                  |
| 1996       | 7                                     | Даррен Диксон (GBR)                   | Рольф Биланд (SUI)                    | Стив Уэбстер (GBR)                    |
| 1997       | 9                                     | Стив Уэбстер (GBR)                    | Пауль Гюдель (SUI)                    | Клаус Клаффенбёк (AUT)                |
| 1998       | 6                                     | Стив Уэбстер (GBR)                    | Клаус Клаффенбёк (AUT)                | Маркус Шлоссер (SUI)                  |
| 1999       | 10                                    | Стив Уэбстер (GBR)                    | Клаус Клаффенбёк (AUT)                | Стив Эбботт (GBR)                     |
| 2000       | 11                                    | Стив Уэбстер (GBR)                    | Клаус Клаффенбёк (AUT)                | Йорг Штайнхаузен (GER)                |
| 2001       | 9                                     | Клаус Клаффенбёк (AUT)                | Стив Уэбстер (GBR)                    | Стив Эбботт (GBR)                     |
| 2002       | 10                                    | Стив Эбботт (GBR)                     | Йорг Штайнхаузен (GER)                | Клаус Клаффенбёк (AUT)                |
| 2003       | 10                                    | Стив Уэбстер (GBR)                    | Клаус Клаффенбёк (AUT)                | Йорг Штайнхаузен (GER)                |
| 2004       | 3                                     | Стив Уэбстер (GBR)                    | Мартиен ван Гилс (NED)                | Майк Рошер (GER)                      |
| 2005       | 16                                    | Тим Ривз (GBR)                        | Теро Маннинен (FIN)                   | Йорг Штайнхаузен (GER)                |
| 2006       | 16                                    | Тим Ривз (GBR)                        | Пекка Пяйвяринта (FIN)                | Теро Маннинен (FIN)                   |
| 2007       | 11                                    | Тим Ривз (GBR)                        | Пекка Пяйвяринта (FIN)                | Маркус Шлоссер (SUI)                  |
| 2008       | 8                                     | Пекка Пяйвяринта (FIN)                | Тим Ривз (GBR)                        | Бен Бёрчелл (GBR)                     |
| 2009       | 7                                     | Бен Бёрчелл (GBR)                     | Пекка Пяйвяринта (FIN)                | Тим Ривз (GBR)                        |
| 2010       | 7                                     | Пекка Пяйвяринта (FIN)                | Тим Ривз (GBR)                        | Бен Бёрчелл (GBR)                     |
| 2011       | 8                                     | Пекка Пяйвяринта (FIN)                | Бен Бёрчелл (GBR)                     | Курт Хок (GER)                        |
| 2012       | 10                                    | Тим Ривз (GBR)                        | Йорг Штайнхаузен (GER)                | Бен Бёрчелл (GBR)                     |
| 2013       | 10                                    | Пекка Пяйвяринта (FIN)                | Бен Бёрчелл (GBR)                     | Йорг Штайнхаузен (GER)                |
| 2014       | 10                                    | Тим Ривз (GBR)                        | Бен Бёрчелл (GBR)                     | Уве Гюрк (GER)                        |
| 2015       | 10                                    | Бенни Штройер (NED)                   | Тим Ривз (GBR)                        | Пекка Пяйвяринта (FIN)                |
| 2016       | 9                                     | Пекка Пяйвяринта (FIN)                | Тим Ривз (GBR)                        | Себастьен Деланнои (FRA)              |
| 2017       | 8                                     | Бен Бёрчелл (GBR)                     | Пекка Пяйвяринта (FIN)                | Джон Холден (GBR)                     |
| 2018       | 11                                    | Бен Бёрчелл (GBR)                     | Пекка Пяйвяринта (FIN)                | Тим Ривз (GBR)                        |
| 2019       | 11                                    | Тим Ривз (GBR)                        | Пекка Пяйвяринта (FIN)                | Бен Бёрчелл (GBR)                     |
| 2020       | Сезон отменён из-за пандемии COVID-19 | Сезон отменён из-за пандемии COVID-19 | Сезон отменён из-за пандемии COVID-19 | Сезон отменён из-за пандемии COVID-19 |
| 2021       | 15                                    | Маркус Шлоссер (SUI)                  | Тодд Эллис (GBR)                      | Пекка Пяйвяринта (FIN)                |
| 2022       | 16                                    | Тодд Эллис (GBR)                      | Маркус Шлоссер (SUI)                  | Стивен Кершоу (GBR)                   |
| 2023       | 14                                    | Тодд Эллис (GBR)                      | Бен Бёрчелл (GBR)                     | Стивен Кершоу (GBR)                   |
| 2024       | 12                                    | Харрисон Пэйн (GBR)                   | Маркус Шлоссер (SUI)                  | Сэм Кристи (GBR)                      |

## Победители и призёры Чемпионата мира по шоссейно-кольцевым гонкам на мотоциклах с колясками (пассажиры)
| Год        | Кол-во заездов                        | Чемпион                               | Вице-чемпион                          | Бронзовый призёр                      |
| ---------- | ------------------------------------- | ------------------------------------- | ------------------------------------- | ------------------------------------- |
| 1949       | 3                                     | Денис Дженкинсон (GBR)                | Лоренцо Добелли (ITA)                 | Мартин Уитни1 (GBR)                   |
| 1950       | 3                                     | Лоренцо Добелли (ITA)                 | Эцио Рикотти (ITA)                    | Йозеф Альбиссер (SUI)                 |
| 1951       | 5                                     | Лоренцо Добелли (ITA)                 | Эцио Рикотти (ITA)                    | Джузеппе Пиццокри (ITA)               |
| 1952       | 5                                     | Боб Клементс1 (GBR)                   | Джузеппе Пиццокри (ITA)               | Дино Магри (ITA)                      |
| 1953       | 5                                     | Стэнли Диббен (GBR)                   | Лес Натт (GBR)                        | Йозеф Альбиссер (SUI)                 |
| 1954       | 6                                     | Фриц Крон (GER)                       | Лес Натт (GBR)                        | Стэнли Диббен (GBR)                   |
| 1955       | 6                                     | Карл Реммерт (GER)                    | Фриц Крон (GER)                       | Ханс Штраусс1 (GER)                   |
| 1956       | 6                                     | Фриц Крон (GER)                       | Манфред Грюнвальд (GER)               | Рэй Кэмпбелл (GBR)                    |
| 1957       | 5                                     | Манфред Грюнвальд (GER)               | Ханс Штраусс (GER)                    | Хиллмар Чекко1 (GER)                  |
| 1958       | 4                                     | Ханс Штраусс (GER)                    | Хиллмар Чекко (GER)                   | Фриц Рудольф (GER)                    |
| 1959       | 5                                     | Ханс Штраусс (GER)                    | Хиллмар Чекко (GER)                   | Хорст Буркхардт (GER)                 |
| 1960       | 5                                     | Альфред Вольгемут (GER)               | Хорст Буркхардт (GER)                 | Рэй Кэмпбелл (GBR)                    |
| 1961       | 6                                     | Эмиль Хёрнер (GER)                    | Хорст Буркхардт (GER)                 | Курт Губер (SUI)                      |
| 1962       | 6                                     | Эмиль Хёрнер (GER)                    | Гарри Винтер1 (GBR)                   | Джон Робинсон (GBR)                   |
| 1963       | 5                                     | Эмиль Хёрнер1 (GER)                   | Альфред Херциг (SUI)                  | Джон Робинсон (GBR)                   |
| 1964       | 6                                     | Эмиль Хёрнер (GER)                    | Джон Робинсон (GBR)                   | Уолли Роулингс (GBR)                  |
| 1965       | 6                                     | Джон Робинсон (GBR)                   | Эмиль Хёрнер (GER)                    | Питер Райкерс1 (AUS)                  |
| 1966       | 5                                     | Джон Робинсон (GBR)                   | Эмиль Хёрнер (GER)                    | Уолли Роулингс (GBR)                  |
| 1967       | 8                                     | Ральф Энгельхардт (GER)               | Эдуард Дэйн1 (GER)                    | Хорст Шнайдер (GER)                   |
| 1968       | 6                                     | Вольфганг Калаух (GER)                | Херманн Хан1 (GER)                    | Хорст Шнайдер (GER)                   |
| 1969       | 7                                     | Ральф Энгельхардт (GER)               | Вольфганг Калаух1 (GER)               | Херманн Хан (GER)                     |
| 1970       | 8                                     | Ральф Энгельхардт1 (GER)              | Херманн Хан (GER)                     | Питер Раттерфорд1 (GBR)               |
| 1971       | 8                                     | Питер Раттерфорд1 (GBR)               | Вольфганг Калаух (GER)                | Йозеф Губер (GER)                     |
| 1972       | 8                                     | Ральф Энгельхардт (GER)               | Ханс-Юрген Кусник (GER)               | Вольфганг Калаух (GER)                |
| 1973       | 8                                     | Ральф Энгельхардт (GER)               | Карл-Хайнц Клайс (GER)                | Вольфганг Калаух (GER)                |
| 1974       | 8                                     | Ральф Энгельхардт (GER)               | Карл-Хайнц Клайс (GER)                | Вольфганг Калаух (GER)                |
| 1975       | 7                                     | Йозеф Губер (GER)                     | Андреас Губер (GER)                   | Фредди Фрайбургхаус1 (SUI)            |
| 1976       | 7                                     | Йозеф Губер (GER)                     | Андреас Губер (GER)                   | Мартиаль Жан-Пти-Матиль (SUI)         |
| 1977       | 7                                     | Кенни Артур/Клифф Холланд2 (GBR)      | Кеннет Уильямс (SUI)                  | Андреас Губер (GER)                   |
| 1978       | 8                                     | Кеннет Уильямс (SUI)                  | Стюарт Коллинз (GBR)                  | Карл Майерханс (SUI)                  |
| 1979 (B2A) | 7                                     | Курт Вальтисперг (SUI)                | Кенни Артур (GBR)                     | Джон Паркинс (GBR)                    |
| 1979 (B2B) | 6                                     | Карл Мейерханс (SUI)                  | Курт Вальтисперг (SUI)                | Исао Арифуки (JPN)                    |
| 1980       | 8                                     | Бенга Йоханссон (SWE)                 | Курт Вальтисперг (SUI)                | Михаэль Буркхард1 (GER)               |
| 1981       | 10                                    | Курт Вальтисперг (SUI)                | Михаэль Буркхард (GER)                | Бенга Йоханссон (SWE)                 |
| 1982       | 9                                     | Андреас Губер (GER)                   | Курт Вальтисперг (SUI)                | Михаэль Буркхард (GER)                |
| 1983       | 8                                     | Курт Вальтисперг (SUI)                | Бернард Шнидерс (NED)                 | Андреас Губер (GER)                   |
| 1984       | 7                                     | Бернард Шнидерс (NED)                 | Андреас Губер (GER)                   | Жан-Марк Фреск (FRA)                  |
| 1985       | 6                                     | Бернард Шнидерс (NED)                 | Фриц Бук (GER)                        | Курт Вальтисперг (SUI)                |
| 1986       | 8                                     | Бернард Шнидерс (NED)                 | Жан-Марк Фреск (FRA)                  | Тони Хьюитт (GBR)                     |
| 1987       | 8                                     | Тони Хьюитт (GBR)                     | Бернард Шнидерс (NED)                 | Курт Вальтисперг (SUI)                |
| 1988       | 9                                     | Тони Хьюитт1 (GBR)                    | Курт Вальтисперг (SUI)                | Бернард Шнидерс (NED)                 |
| 1989       | 9                                     | Тони Хьюитт (GBR)                     | Герал де Хаас (NED)                   | Жан-Марк Фреск (FRA)                  |
| 1990       | 13                                    | Саймон Бёрчелл (GBR)                  | Герал де Хаас1 (NED)                  | Гэвин Симмонс (GBR)                   |
| 1991       | 12                                    | Гэвин Симмонс (GBR)                   | Курт Вальтисперг (SUI)                | Питер Браун1 (GBR)                    |
| 1992       | 7                                     | Курт Вальтисперг (SUI)                | Гэвин Симмонс (GBR)                   | Кристиан Парцер (AUT)                 |
| 1993       | 8                                     | Курт Вальтисперг (SUI)                | Гэвин Симмонс (GBR)                   | Кристиан Парцер (AUT)                 |
| 1994       | 8                                     | Курт Вальтисперг (SUI)                | Адольф Ханни (SUI)                    | Пол Хатчинсон (GBR)                   |
| 1995       | 7                                     | Энди Хэзерингтон (GBR)                | Курт Вальтисперг (SUI)                | Йург Эгли (SUI)                       |
| 1996       | 7                                     | Энди Хэзерингтон (GBR)                | Курт Вальтисперг (SUI)                | Дэвид Джеймс (GBR)                    |
| 1997       | 9                                     | Дэвид Джеймс (GBR)                    | Чарли Гюдель (SUI)                    | Кристиан Парцер (AUT)                 |
| 1998       | 6                                     | Дэвид Джеймс (GBR)                    | Адольф Ханни (SUI)                    | Даниэль Хаузер (SUI)                  |
| 1999       | 10                                    | Дэвид Джеймс (GBR)                    | Адольф Ханни (SUI)                    | Джейми Биггз (GBR)                    |
| 2000       | 11                                    | Пол Вудхед (GBR)                      | Адольф Ханни (SUI)                    | Кристиан Парцер (AUT)                 |
| 2001       | 9                                     | Кристиан Парцер (AUT)                 | Пол Вудхед (GBR)                      | Джейми Биггз (GBR)                    |
| 2002       | 10                                    | Джейми Биггз (GBR)                    | Тревор Хопкинсон (GBR)                | Кристиан Парцер (AUT)                 |
| 2003       | 10                                    | Пол Вудхед (GBR)                      | Кристиан Парцер (AUT)                 | Тревор Хопкинсон (GBR)                |
| 2004       | 3                                     | Пол Вудхед (GBR)                      | Тонни ван Гилс (NED)                  | Адольф Ханни (SUI)                    |
| 2005       | 16                                    | Тристан Ривз (GBR)                    | Пекка Куисманен (FIN)                 | Тревор Хопкинсон (GBR)                |
| 2006       | 16                                    | Тристан Ривз (GBR)                    | Тимо Карттиала1 (FIN)                 | Пекка Куисманен (FIN)                 |
| 2007       | 11                                    | Патрик Ферренс (GBR)                  | Тимо Карттиала (FIN)                  | Адольф Ханни (SUI)                    |
| 2008       | 8                                     | Тимо Карттиала (FIN)                  | Патрик Ферренс (GBR)                  | Том Бёрчелл (GBR)                     |
| 2009       | 7                                     | Том Бёрчелл (GBR)                     | Адольф Ханни (SUI)                    | Тристан Ривз1 (GBR)                   |
| 2010       | 7                                     | Адольф Ханни (SUI)                    | Грегори Клюз (FRA)                    | Том Бёрчелл (GBR)                     |
| 2011       | 8                                     | Адольф Ханни (SUI)                    | Том Бёрчелл (GBR)                     | Энрико Бекер (GER)                    |
| 2012       | 10                                    | Эшли Хоуз (GBR)                       | Грегори Клюз (FRA)                    | Том Бёрчелл (GBR)                     |
| 2013       | 10                                    | Адольф Ханни (SUI)                    | Том Бёрчелл (GBR)                     | Грегори Клюз (FRA)                    |
| 2014       | 10                                    | Грегори Клюз (FRA)                    | Том Бёрчелл (GBR)                     | Манфред Вехсельбергер (AUT)           |
| 2015       | 10                                    | Геерт Коэртс (NED)                    | Грегори Клюз (FRA)                    | Кирси Кайнулайнен (FIN)               |
| 2016       | 9                                     | Кирси Кайнулайнен (FIN)               | Грегори Клюз (FRA)                    | Кевин Руссо (FRA)                     |
| 2017       | 8                                     | Том Бёрчелл (GBR)                     | Кирси Кайнулайнен (FIN)               | Марк Уайлкс (GBR)                     |
| 2018       | 11                                    | Том Бёрчелл (GBR)                     | Юсси Верявяйнен (FIN)                 | Марк Уайлкс (GBR)                     |
| 2019       | 11                                    | Марк Уайлкс (GBR)                     | Юсси Верявяйнен (FIN)                 | Том Бёрчелл (GBR)                     |
| 2020       | Сезон отменён из-за пандемии COVID-19 | Сезон отменён из-за пандемии COVID-19 | Сезон отменён из-за пандемии COVID-19 | Сезон отменён из-за пандемии COVID-19 |
| 2021       | 15                                    | Марсель Фриз (SUI)                    | Эммануэль Клеман (FRA)                | Илзе де Хаас (NED)                    |
| 2022       | 16                                    | Эммануэль Клеман (FRA)                | Марсель Фриз (SUI)                    | Райан Чарльвуд (GBR)                  |
| 2023       | 14                                    | Эммануэль Клеман (FRA)                | Том Бёрчелл (GBR)                     | Райан Чарльвуд (GBR)                  |
| 2024       | 14                                    | Кевин Руссо (FRA)                     | Лука Шмидт (GER)                      | Том Кристи (GBR)                      |

1Пассажир провёл с пилотом-чемпионом не все гонки сезона.

2По итогам сезона чемпионские медали получили Джордж О'Делл и его напарник Клифф Холланд, с которым О'Делл завершил сезон, хотя большую часть очков он набрал в начале сезона с Кенни Артуром в качестве напарника. Позже FIM пересмотрела результаты чемпионата и наградила чемпионской медалью также и Кенни Артура; при этом лишать Холланда титула не стали.

## Обладатели Кубка конструкторов
| Обладатель кубка | Кол-во побед в кубке | Годы      |
| ---------------- | -------------------- | --------- |
| Norton (GBR)     | 5                    | 1949—1953 |
| BMW (GER)        | 19                   | 1955—1973 |
| König (GER)      | 2                    | 1974—1975 |
| Yamaha (JPN)     | 13                   | 1977—1988 |
| Krauser (GER)    | 5                    | 1989—1993 |
| ADM (GER)        | 3                    | 1994—1996 |

Кубок конструкторов FIM для мотористов существовал на протяжении всего периода, в который Чемпионат мира по шоссейно-кольцевым гонкам на мотоциклах с коляской входил в зачёт Чемпионата мира по шоссейно-кольцевым мотогонкам, за исключением 1954 и 1976 годов. После преобразования FIM Sidecar World Championship в отдельную гоночную серию Кубок конструкторов был упразднён.